# Alycia Debnam-Carey
Alycia Jasmin Debnam-Carey (Sydney, 20 juli 1993) is een Australische actrice. Ze speelde in diverse films en series, waaronder The 100, Into the Storm en Fear the Walking Dead.

## Biografie
Debnam-Carey groeide op in Sydney en behaalde in 2011 haar diploma aan de Newtown High School of the Performing Arts, waar ze percussionist was. In 2010 componeerde ze, samen met een veertigtal andere muzikanten en in samenwerking met het Berlijns Filharmonisch Orkest, een stuk als onderdeel van een twee weken durend programma.

## Carrière
Debnam-Carey is al sinds haar achtste actief. In 2003 speelde ze in een korte film getiteld Martha's New Coat. Ze verscheen ook in de korte film Jigsaw Girl, Tattooist and The Branch en de Australische dramaserie Dance Academy. Debnam-Carey begon haar sporen in Hollywood te verdienen op 18-jarige leeftijd, toen ze voor het eerst naar de Verenigde Staten reisde.
Ze speelde een gastrol in seizoen twee van de sciencefictionserie The 100 (2014-2016; 2020) en verscheen voor het eerst in aflevering zes als Commander (Heda) Lexa, een krachtige leider van twaalf clans. Ze speelde Alicia Clark in de tv-horrorserie Fear the Walking Dead (2015-2023). Debnam-Carey is ook te zien in de films Into the Storm (2014), The Devil's Hand (2014) en Friend Request (2016). Ze speelde voorts in onder meer de serie McLeod's Daughters.

## Filmografie

### Film
- 2003: Martha's New Coat, als Elise
- 2006: The Safe Gouse, als Lee (stemrol)
- 2008: Jigsaw Girl, als Caitlyn
- 2010: At the Tatooist, als Jane
- 2011: The Branch, als Anica
- 2014: Into the Storm, als Kaitlyn Johnston
- 2014: The Devil's Hand, als Mary
- 2016: Friend Request, als Laura Woodson
- 2019: A Violent Separation, als Frances Campbell

### Televisie
- 2006: McLeod's Daughters, als Chloe Sanderson
- 2008: Dream Life, als Cassie
- 2010: Dance Academy, als Mia
- 2014-2016: The 100, als Lexa
- 2015-2023: Fear the Walking Dead, als Alicia Clark
- 2020: The 100, als The Judge (in Lexa haar lichaam)
- 2023: Saint X, als Emily Thomas
- 2023: The Lost Flowers of Alice Hart, als Alice Hart